# Binali Yıldırım
Binali Yıldırım (n. Refahiye, Província d'Erzincan, Turquia, 20 de desembre de 1955) és un polític turc.
Des del 24 de maig de 2016 ha estat designat pel president Recep Tayyip Erdoğan, com a Primer Ministre de Turquia per formar un nou govern al país, estant al carrec fins al juliol de 2018, quan va passar a exercir de president de la Gran Assemblea Nacional de Turquia, que va exercir fins al febrer de 2019.